# Oscar Wilde Bookshop
Oscar Wilde Bookshop è stata una libreria sita nel quartiere Greenwich Village di New York che si concentrava su opere LGBT. È stata fondata da Craig Rodwell il 24 novembre 1967 con il nome di Oscar Wilde Memorial Bookshop. Inizialmente situata al 291 di Mercer Street, si trasferì nel 1973 al 15 di Christopher Street, di fronte a Gay Street.
La libreria ha chiuso i battenti nel marzo 2009, citando la Grande Recessione e le sfide delle librerie online.